# Mario Cussino
Mario Cussino (Potenza, 1900 – Roma, 1990) è stato un illustratore e pubblicitario italiano.

## Biografia
Trasferitosi in giovane età a Roma, si dedica fin da studente (conseguirà la laurea in Giurisprudenza presso l'ateneo romano) all'arte grafica e al disegno satirico. Collabora con il periodico umoristico "Il Travaso" e con altre testate di satira, realizzando negli anni '30 anche un ritratto dei "tipi romani" e della vita in città. 
Avvicinatosi al mondo della pubblicità, firma campagne di grande successo come il celebre manifesto del Cachet Fiat del 1937 e le cartoline pubblicitarie della Magnesia San Pellegrino che divennero negli anni '30 un fenomeno di collezionismo. All'attività di grafico pubblicitario e disegnatore satirico affianca, soprattutto dopo il trasferimento a Milano avvenuto nel 1932-33, quella di allestitore, attività proseguita sino alla fine degli anni '70; tra le sue più importanti realizzazioni gli allestimenti per la Mostra della Rivoluzione fascista.